# Whisky (film)
Whisky – urugwajski komediodramat z 2004 roku w reżyserii Juana Pabla Rebelli i Pabla Stolla, zrealizowany w koprodukcji międzynarodowej.
Obraz miał swoją światową premierę 19 maja 2004 roku na 57. MFF w Cannes, gdzie zdobył nagrodę za oryginalność przekazu oraz Nagrodę FIPRESCI. Wśród późniejszych licznych wyróżnień wymienić można m.in. Grand Prix na MFF w Tokio czy Nagrodę Goya dla najlepszego hiszpańskojęzycznego filmu zagranicznego. Whisky było oficjalnym urugwajskim kandydatem do Oscara dla najlepszego filmu nieanglojęzycznego, ale ostatecznie nie otrzymało nominacji. Na ekrany polskich kin film wszedł 22 czerwca 2007 roku.

## Fabuła
Jacobo Köller to 60-letni właściciel fabryki skarpetek w Montevideo, którego relacja z asystentką Martą jest dość oschła i czysto profesjonalna. Sytuacja ulega jednak radykalnej zmianie, gdy na horyzoncie pojawia się dawno niewidziany brat Jacoba, Herman. Chcąc dorównać bratu i pozować na człowieka sukcesu, Jacobo prosi Martę o udawanie, że jest jego żoną.

## Obsada
- Andrés Pazos – Jacobo Köller
- Mirella Pascual – Marta Acuña
- Jorge Bolani – Herman Köller
- Ana Katz – Graciela
- Daniel Hendler – Martín
- Verónica Perrotta – pracownica Jacoba
- Mariana Velazques – pracownica Jacoba
- Dumas Lerena – Isaac, klient Jacoba
- Damián Barrera – recepcjonista Andrés
- Alfonso Tort – boy hotelowy Juan Carlos
- Francisca Barreira – młoda śpiewaczka
- Richard G. Hogan – żebrak (niewymieniony w czołówce)[4]

## Produkcja
Zdjęcia kręcono w Montevideo.